# گمینا گرودکوو
گمینا گرودکوو (به لهستانی:  Gmina Grodków) یک گمینا در لهستان است که در شهرستان بژگ واقع شده‌است. گمینا گرودکوو ۲۸۶٫۳۹ کیلومتر مربع مساحت و ۱۹٬۷۴۳ نفر جمعیت دارد.

## خواهرخوانده
شهر بکوم، آلمان خواهرخواندهٔ گمینا گرودکوو هست.